# Guará (São Paulo)
Guará, amtlich portugiesisch Município de Guará, ist eine Stadt im brasilianischen Bundesstaat São Paulo. Eine Volkszählung aus dem Jahr 2010 ergab eine Einwohnerzahl von 19.858 Menschen. Zum 1. Juli 2019 lebten nach offizieller Schätzung 21.220 Menschen in Guará, die Guarenser genannt werden.
Die Stadt hat eine Fläche von rund 362 km² und liegt auf einer Höhe von 573 m. Die Entfernung zur Hauptstadt São Paulo beträgt 405 km.